# Группа квазаров Кловес-Кампусано
Группа квазаров Кловес-Кампусано (CCLQG; называемая также Группа квазаров 3 и  Группа квазаров U1.28) — большая группа квазаров, состоящая из 34 квазаров, имеющая размер 2 миллиарда световых лет в поперечнике. Одна из крупнейших известных космических структур в наблюдаемой вселенной. Она была крупнейшей известной структурой во вселенной в течение 20 лет. Расположена рядом с громадной группой квазаров. Группа была открыта астрономами Роджером Клоусом и Луисом Кампусано в 1991 году.

## Характеристики
Находясь на расстоянии 9.5 миллиардов световых лет от нас, группа квазаров Кловес-Кампусано представляет собой космическую связку из 34 квазаров, охватывающую область около 2 миллиардов световых лет в длину, и около 1 миллиарда световых лет в ширину, что делает её одной из самых больших структур, известных в наблюдаемой вселенной. Она была названа U1.28 из-за её среднего красного смещения 1,28, и находится в созвездии Льва. Группа также примечательна тем, что она расположена в эклиптике. Она находится на расстоянии 1,8 миллиардов световых лет от Громадной группы квазаров из 73 квазаров, открытой в 2012 году.
Её близость к Громадной группе квазаров привлекла внимание учёных. Во-первых, поскольку она находится очень близко к Громадной группе квазаров, регион, в котором расположены две большие группы квазаров является «комковатым», по сравнению с другими регионами во вселенной с тем же размером и красным смещением. Во-вторых, из-за их близкого расстояния, было высказано предположение, что эти две структуры являются единой структурой и связаны скрытой межгалактической нитью. Однако, доказательств этому обнаружено не было.